# 清川進也
清川 進也（きよかわ しんや、1976年10月23日 - ）は、日本のサウンドデザイナー。福岡県飯塚市出身。東京都在住。武蔵野美術大学非常勤講師。

## 人物・経歴
トロンボーン奏者の父・津軽三味線奏者の母の長男として福岡県飯塚市に生まれる。“音とはスーパーランゲージである”をコンセプトに、言葉の音化、音の言葉化を追求するサウンドデザイナーであり、多くの広告サウンドを手掛けながらも、 環境音・立体音響・ASMRを始めとする感覚を研ぎ澄ますそれらの“サウンド”をあらゆるものと組み合わせ、それまで以上により良い環境を“デザイン”することを目的に活動している。
2011年に制作したNTT docomo SH-08C TOUCH WOOD『森の木琴』が翌年のカンヌライオンズ 国際クリエイティビティ・フェスティバルにて3冠に輝いた。

## 作品

### サウンドロゴ
- d払い決済音
- ユニバーサルミュージックグループサウンドロゴ
- テレビ東京ホールディングスサウンドロゴ
- noteサウンドロゴ
- 三井のカーシェアーズサウンドロゴ
- ネッツトヨタ富山サウンドロゴ

### 施設のサウンドデザイン
- 2025大阪・関西万博「EARTH MART」
- 熊本城ホール
- 阿寒湖アイヌシアターイコロ「満月のリムセ」
- 別府杉乃井ホテル噴水ショー「AQUA DREAMS 湯街夢夜」[5]
- 三重VISON「月の神さまと不思議なまつり」
- サンシャイン60展望台「SKY CIRCUS」

### 環境音を用いたサウンドデザイン
- TONE-CUTS GROOVE PROJECT -リアルとんかつDJアゲ太郎-
- STAR WARS：Main Title arranged by ANA for STAR WARS DAY
- 下関市立しものせき水族館「海響館 - Swimmin’ Jazz」
- おんせん県おおいた「シンフロ」
- ミュージックシティ天神2016「NOBOSEMON」
- ソニー WATER ROCK
- 江崎グリコ 「crisp concert」

### 広告
- NTT docomo SH-08C TOUCH WOOD「森の木琴」
- 本田技研工業 スポーツが好きだ。編（音楽監督）
- ポーラ B.A アイスランド編（作曲）
- 日立製作所 VISION MOVIE（作曲）
- キヤノン 野生の王国編（作曲）

### テレビ
- NHK総合テレビジョン放送90年大河ファンタジー 「精霊の守り人」TVスポット（作曲）
- Eテレ「テイクテック」（音楽監督／作曲）
- Eテレ あおきいろ「うまれかわる」（作曲）
- Eテレテクネ 映像の教室「タイポグラフィ」「だまし絵」（作曲）
- フジテレビ テラスハウス番組内挿入歌 「HALUSAME」（作曲）

### プロデュース
- 別府市・湯〜園地計画!（総合プロデュース）

## NHK「音恵」について
清川が録音機材と共にあらゆる場所を訪れ、環境音をサンプリングし、その収録素材を使用してミュージックビデオを制作するサウンドデザインをテーマとしたテレビ番組である。これまでに、町中華、プロボクサー、理容室、建築現場を題材に、制作プロセスと完成作品を番組内で披露している。

### 初回放送
- 町中華編　2024年4月29日（月）
- プロボクサー編　2024年6月9日（日）
- 理容室編　2024年12月23日（月）
- 建築現場編　2024年12月24日（火）